# 랑비에결절
랑비에결절(영어: node of Ranvier)은 신경세포인 뉴런에 있는 공간이다. 말이집신경의 줄기에서 말이집으로 덮여져 있지 않은 부분을 일컫는다.

## 기능
말이집신경 중 말이집에 감싸져 있는 부분은 이온이 통과하지 못하여 활동전위를 일으키지 못한다. 하지만 랑비에 결절은 말이집에 둘러싸여져 있지 않기 때문에 이온의 이동이 가능해져서 이 부분을 통해 말이집신경이 활동전위를 만들어낸다.

## 같이 보기
- 슈반세포
- 희소돌기아교세포
- 미엘린